# Greg Zuerlein
Greg Zuerlein (Lincoln, Nebraska, 27 de diciembre de 1987) apodado Greg the Leg, Legatron o Young G.Z., es un jugador profesional estadounidense de fútbol americano que se desempeña en la posición de placekicker en New York Jets, equipo de la National Football League (NFL).

## Carrera
Fue seleccionado en la sexta ronda en la Reunión Anual de Selección de Jugadores de la NFL de 2012. Hizo su debut profesional con el equipo St. Louis Rams en 2012 que, en 2016 pasó a llamarse Los Angeles Rams, en el cual jugó ocho temporadas (2012-2020), después pasó a Dallas Cowboys (2020-2022), luego a New York Jets, donde lleva jugando dos temporadas.